# روبرت جي. مكينتوش
روبرت جي. مكينتوش هو محامي وسياسي أمريكي، ولد في 16 سبتمبر 1922 في بورت هورون في الولايات المتحدة، وتوفي في 22 مارس 2008. نشط حزبياً في الحزب الجمهوري. وقد انتخب عضو مجلس النواب الأمريكي ‏.